# Дебора Бедфорд
Дебора Бедфорд (на английски: Deborah Bedford) е американска писателка на бестселъри в жанра съвременен любовен роман и исторически любовен роман.

## Биография и творчество
Дебора „Деби“ Пиг Бедфорд е родена на 12 юни 1958 г. във Форт Уърт, Тексас, САЩ, в семейството на Калвин и Томи Пиг. Израства в Ричардсън, Тексас. Завършва Университета на Тексас с бакалавърска степен по журналистика и маркетинг.
След дипломирането си, от началото на 1980 г. започва работа като журналист и редактор на седмичника „Евъргрийн Тудей“ в Евъргрийн, Колорадо. В периода 1980 – 1982 г. работи за рекламна агенция в Колорадо. През 1982 г. се омъжва за Джак Бедфорд. Имат две деца – Джеф и Ейвъри.
В началото на 1984 г. започва да пише роман в свободното си време, а за рождения си ден получава пишеща машина. След многократни откази първият ѝ роман „Любовен триумф“ е публикуван под името Деби Бедфорд през 1985 г. от издателство „Арлекин“. Той прави рекорд в продажбите на първа авторска книга и печели наградата на критиката на списание „Romantic Times“.
В следващите публикува повече от шест книги за поредицата „Арлекин Суперроманс“. През 1993 г. е публикуван историческия любовен роман „Blessing“ (Благословение), който получава редица награди и става бестселър в списъка на „Ю Ес Ей Тъдей“.
След още няколко романа, една проповед на пастора я убеждава, че описването на сексуални сцени преди брака в книгите не служи за утвърждаване на християнските ценности, тя променя насоката в сюжетите на произведенията си. Първата ѝ творба в този дух е новелата „The Hair Ribbons“ (Ленти за коса) в сборника „The Story Jar“. Книгата става бестселър и тя продължава да пише сюжети свързани с основните християнски виждания и духовност, като първият роман в този ѝ творчески период става „A Rose by the Door“ през 2001 г.
В сюжетите на следващите си романи пише вече като Дебора Бедфорд по темите за изневярата („A Morning Like This“), сексуалната злоупотреба („When You Believe“), абортите („If I Had You“), или изкуплението и втория шанс („Remember Me“).
През 2005 г. тя изкупува правата на книгите от предишния си период, и ги преработва като заменя предбрачните сексуални сцени с други сюжетни точки свързани с романтиката.
Дебора Бедфорд живее със семейството си в Джаксън Хоул, Уайоминг.

## Произведения

### Самостоятелни романи
- Touch the Sky (1985)
Любовен триумф, изд.: „Арлекин България“, София (1994), прев. Иван Масларов
- A Distant Promise (1986)
- Passages (1988)
- To Weaver Tomorrow (1989)
- Just Between Us (1992) – преработена и преиздадена 2005 г.
- After the Promise (1993)
- Blessing (1993) – преработена и преиздадена
- A Child's Promise (1995)
- Chickadee (1995)
- Timberline (1996)
- Harvest Dance (1997)
- A Rose by the Door (2001)
- A Morning Like This (2002)
- When You Believe (2003)
- If I Had You (2004)
- A Time to Keep (2004)
- Remember Me (2005)
- The Penny (2007) – с Джойс Майер
- Only You (2007)
- Family Matters (2008)
- Any Minute (2009) – с Джойс Майер
- His Other Wife (2011)

### Сборници
- „Rockabye Inn“ в „Homecoming“ (1997) – с Джанет Дейли, Фърн Майкълс и Дина Маккол
- Rocky Mountain Men (1997) – с Лин Ериксън и Линда Рандъл Уинсдъм
- „The Hair Ribbons“ в „The Story Jar“ (2001) – с Робин Ли Хачър и Ангела Елуил Хънт
- Mothers And Daughters (2009) – с Линда Гуднайт